# Barrio Puentecillas el Depósito
Barrio Puentecillas el Depósito är en ort i kommunen San José del Rincón i delstaten Mexiko i Mexiko. Samhället hade 505 invånare vid folkräkningen 2020.